# Claudia Susana Rivera Casanovas
Claudia Susana Rivera Casanovas (La Paz, 30 de abril de 1968) es una arqueóloga y antropóloga boliviana, docente e investigadora y responsable del área de arqueología en la Universidad Mayor de San Andrés, La Paz.

## Biografía
Es hija de Carmen Elvira Casanovas Soruco y José Rivera. Se licenció en Arqueología en la Universidad Mayor de San Andrés, con estudios de Maestría. Y se doctoró en Arqueología en la Universidad de Pittsburg (USA), en el año 2003 con la disertación “Regional Settlement Patterns and Political Complexity in the Sinti Valley, Bolivia".

### Trayectoria profesional
En 2004 era profesora en la Universidad Mayor de San Andrés, La Paz. Después fue docente titular de la misma universidad. Encargada del Laboratorio de Tecnologías Aditivas de las Carreras de Antropología y Arqueología, donde trabajan la conformación de las colecciones de referencia de la Ceramoteca (estilos cerámicos en Bolivia por regiones, períodos y proyectos). Este laboratorio se ocupa también de investigaciones sobre tecnología textil prehispánica.
En 2022 fue propuesta como docente investigadora-responsable del Área de Arqueología. También en ese año fue docente interina en el Seminario de Teoría Arqueológica Andina. Directora titular del Instituto de Investigaciones de Antropología y Arqueología. Directora del proyecto Vallegrande en los valles cruceños y el proyecto arqueológico San Lucas en Chuquisaca. Tiene más de ochenta publicaciones.

## Premios y reconocimientos
- 2016. Reconocida como Miembro de la Academia Boliviana de Historia.[9]